# Arcangelo Jacopo del Sellaio
Arcangelo Jacopo del Sellaio (Florence,  1477 ou 1478 - 1530) est un peintre italien du XVIe siècle. Il est le fils de Jacopo del Sellaio.

## Biographie
Arcangelo Jacopo del Sellaio travaille à l'atelier de son père jusqu'à la mort de celui-ci en 1493.

## Œuvres
- Vierge à l'Enfant, tempera sur panneau rond de 85 cm de diamètre (tondo), collection privée
- Saint Jérôme et sainte Marie d'Égypte, deux panneaux d'un diptyque, collection privée
- Annonciation